# Un mensonge oublié

Un mensonge oublié est un téléfilm français réalisé par Éric Duret en 2017 et diffusé en 2018,.

## Synopsis
Agathe Plichard qui préparait son mariage avec le fils d'une riche dynastie de la région les Bricourt, est retrouvée noyée dans la Creuse. La police conclut rapidement à un accident, le procureur ne voulant pas de vague en pleine campagne électorale du père. Félix Bricourt, le futur marié, qui a reçu un dernier appel d'Agathe complètement bouleversée affirmant que le mariage n'était plus possible, est convaincu que sa fiancée a été assassinée. Il n'a pas fait part de cet élément à la police. Il décide de mener son enquête.

## Fiche technique
- Réalisation : Éric Duret
- Scénario et dialogues : Armelle Patron et Emmanuel Patron
- Image : Thierry Adam
- Montage : Violeta Fernandez
- Musique : Axelle Renoir et Sathy Ngouane
- Production : Alain Pancrazi et Laurent Bacri ; PM SA / NEXUS FACTORY
- Durée : 94 minutes
- Genre : policier
- Dates de diffusion : 
  -  Belgique : 15 avril 2018 sur La Une
  -  France : 8 janvier 2019 sur France 3
- Titre initial : Les Enfants du mensonge.

## Distribution
- Sara Martins : Carole Levasseur
- Théo Frilet : Félix Bricourt
- Mélodie Raymond Dejoie : Agathe
- Antoine Duléry : Antoine Bricourt
- Florence Pernel : Catherine Bricourt
- Alban Aumard : Olivier Bottrie
- Philippe Laudenbach : Georges Bricourt
- Laurent Spielvogel : le procureur Jean Chatillon
- Dan Herzberg : Karim Belkacem
- Thierry Desroses : Jean-Baptiste Michaud
- Daisy Miotello : Margueritte Saint-Simon
- Marie-Philomène Nga : Honorine Mangin
- Robert Rousselle : Marc Robert

## Contexte historique du téléfilm
Le téléfilm repose sur l'histoire vraie des enfants réunionnais déportés en métropole et notamment dans la Creuse afin de repeupler les régions subissant un exode rural. Ces déplacements d'enfants furent initiés par Michel Debré, alors député de La Réunion, en 1962. Ils ont concerné plus de 2 000 enfants.

## Audience
- 2019 -  France : 4,4 millions de téléspectateurs (première diffusion) (18,7 % de part d'audience)[4]
- 2020 -  France : 4,8 millions de téléspectateurs (20,4 % de part d'audience)[5]
- 2022 -  France : 2,88 millions de téléspectateurs (13,7 % de part d'audience)[6]